# Anopheles listeri
Anopheles listeri este o specie de țânțari din genul Anopheles, descrisă de Meillon în anul 1931. Conform Catalogue of Life specia Anopheles listeri nu are subspecii cunoscute.